# Julius Plücker

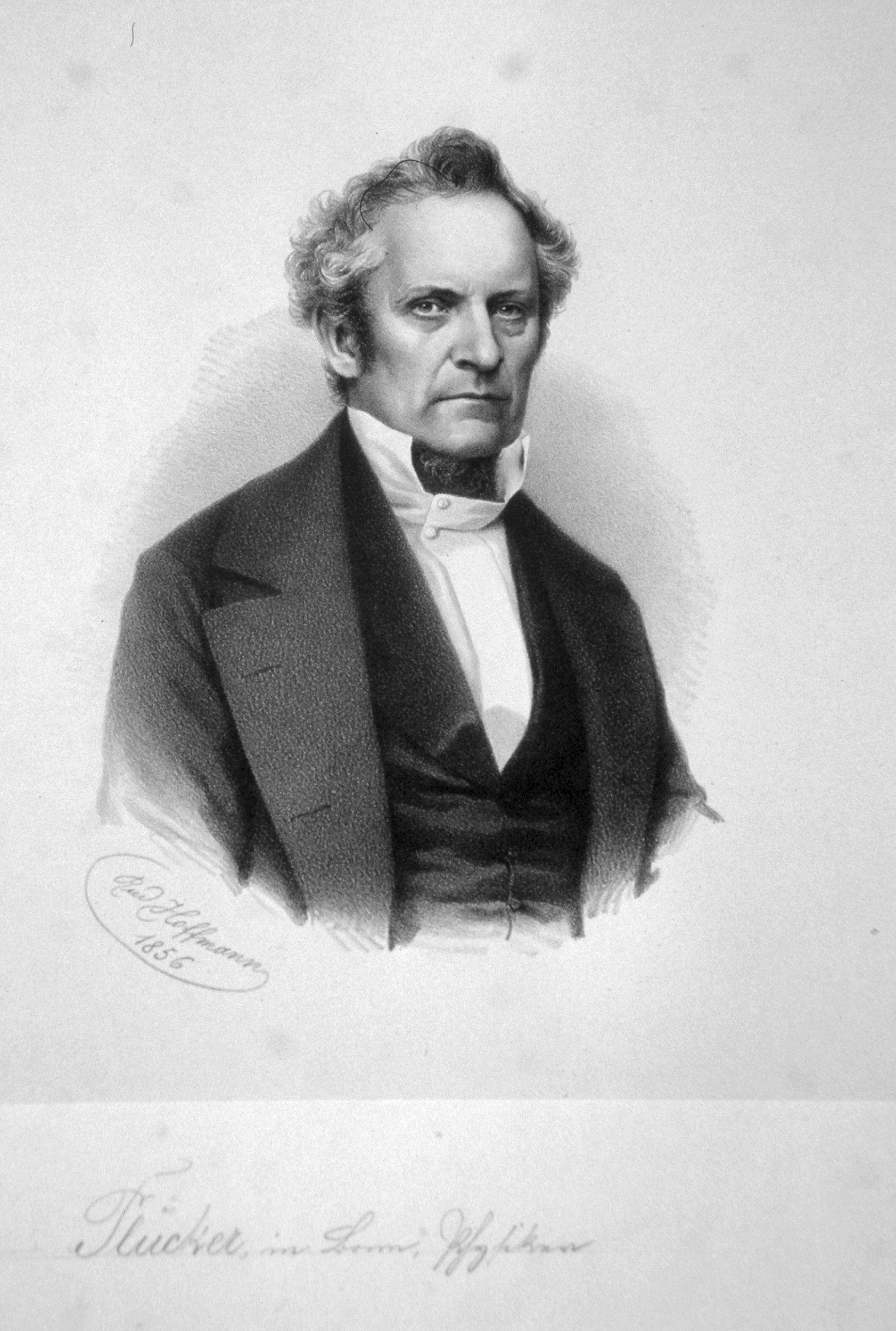
Julius Plücker, Lithographie von Rudolf Hoffmann, 1856

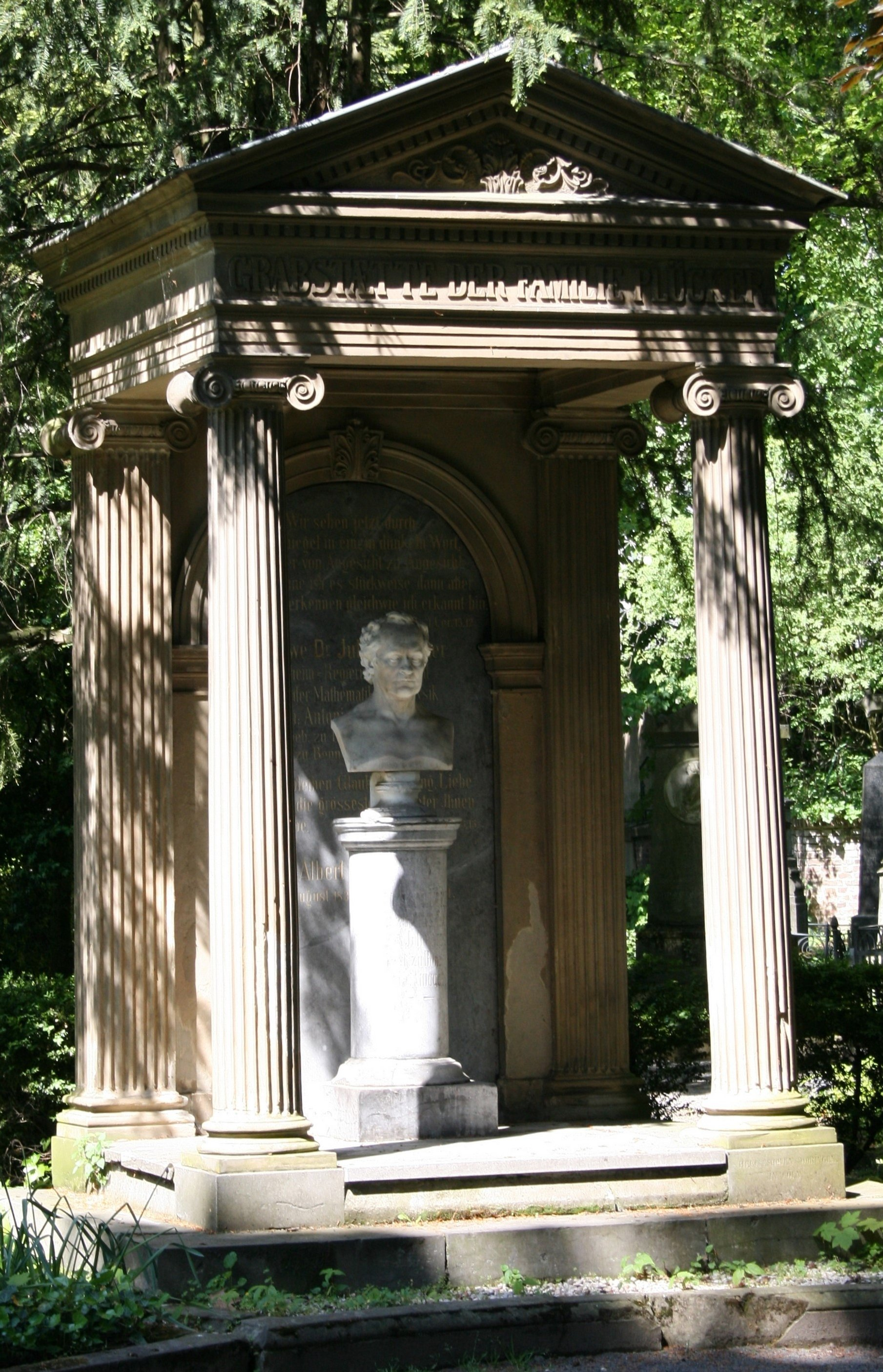
Grabstätte Plücker auf dem Alten Friedhof Bonn

Julius Plücker (* 16. Juni oder 16. Juli 1801 in Elberfeld (heute zu Wuppertal); † 22. Mai 1868 in Bonn) war ein deutscher Mathematiker und Physiker. Heute ist er vor allem als Mathematiker bekannt. Er gilt mit seinem Schüler Johann Wilhelm Hittorf als Entdecker der Kathodenstrahlen und nahm auch Forschungen zur Spektralanalyse von Robert Bunsen und Gustav Robert Kirchhoff vorweg.

## Leben
Julius Plücker wuchs in Elberfeld als Enkel des Johannes Plücker und Nachfahre der reformierten Elberfelder Industriellen-Familie Plücker auf, die seit 1589 der durch Herzog Johann III. von Kleve-Jülich-Berg verliehenen Garnnahrung angehörte und zahlreiche Elberfelder Bürgermeister und Stadtrichter stellte. Ab 1784 bis zum Ende des 19. Jahrhunderts gehörte der Familie und deren Nachfahren Schloss Lüntenbeck bei Elberfeld. Nach seiner Schulzeit in Elberfeld und Düsseldorf, wo er von Anfang 1816 bis zum Schulabschluss 1819 das nach dem Zweiten Weltkrieg in Görres-Gymnasium umbenannte humanistische Gymnasium besuchte, studierte Plücker in Bonn, Berlin, Heidelberg und Paris. 1824 promovierte er über Generalem analyseos applicationem ad ea quae geometriae altionis et mechanicae basis et fundamenta sunt, e serie Tayloria deducit in Marburg bei Christian Ludwig Gerling (einem Schüler von Carl Friedrich Gauß), wurde 1825 in Bonn habilitiert und arbeitete als Privatdozent. 1828 erhielt er eine außerordentliche Professur für Mathematik in Bonn. 1832 ging er als Privatdozent nach Berlin und unterrichtete zugleich auch am dortigen Friedrich-Wilhelms-Gymnasium. 1833 folgte er einem Ruf an die Universität Halle. 1835 kehrte er, nunmehr als Ordinarius, zurück an die Universität Bonn und lehrte dort bis zu seinem frühen Tod. 1844/45 und 1855/56 amtierte er als Rektor der Universität.
Die Bayerische Akademie der Wissenschaften wählte ihn 1859 zu ihrem auswärtigen Mitglied. 1864 wurde er zum korrespondierenden Mitglied der Göttinger Akademie der Wissenschaften gewählt. Seit 1867 war er korrespondierendes Mitglied der Académie des sciences.
Sein Grab befindet sich in Bonn auf dem Alten Friedhof.

## Werk
Gemeinsam mit Heinrich Geißler schuf Plücker die Voraussetzung zur modernen Vakuumtechnik. Seine Grundlagenforschungen sind später für die Atomphysik wichtig geworden.
In der Mathematik erfand er die Liniengeometrie, in der ein Punkt durch die durch ihn hindurchgehenden Geraden charakterisiert wird, und arbeitete über algebraische Kurven sowie deren Singularitäten. Nach ihm benannt sind die Plücker-Matrix und Plücker-Koordinaten zur eindeutigen Repräsentation von Geraden sowie die Plückerschen Formeln, die eine einfache Relation zwischen den Anzahlen spezieller Punkte einer Kurve herstellen. In der Kombinatorik lieferte er eine der frühesten Beschreibungen von Blockplänen (er konstruierte S (2,3,9) in seinem Buch System der analytischen Geometrie von 1835). Er führte Regelflächen ein und eine spezielle Regelfläche (Plücker-Konoid) ist nach ihm benannt.
In der Physik beschäftigte er sich unter anderem mit dem Magnetismus der Kristalle (so beim Turmalin) sowie mit elektrischen Entladungen im Vakuum. 1859 entdeckte er die Kathodenstrahlen bei Versuchen, elektrischen Strom durch Vakuum zu leiten. Als eigentlicher Entdecker gilt aber sein Schüler Johann Wilhelm Hittorf, der die magnetische Ablenkung der Kathodenstrahlen beobachtete und verschiedene Vakuumröhren erfand. Dieser hatte bei ihm in Mathematik promoviert und mit Hittorf untersuchte er auch die Spektren gasförmiger Substanzen, wobei die chemische Erfahrung von Hittorf hilfreich war. Plücker entdeckte vor Robert Bunsen und Gustav Robert Kirchhoff in Heidelberg die ersten drei Spektrallinien des Wasserstoffs.
Seine physikalischen Arbeiten, in denen er vielfach Michael Faraday folgte, mit dem er auch korrespondierte, fanden in Deutschland weniger Anerkennung als in Großbritannien. Seit 1855 gehörte er als auswärtiges Mitglied der Royal Society an, mit deren Copley Medal er 1866 ausgezeichnet wurde.
Der Asteroid (29643) Plücker wurde nach ihm benannt.

## Schriften
- Analytisch-geometrische Entwicklungen, Band 1, Essen 1828, Archive, Band 2, 1831, Archive
- System der analytischen Geometrie auf neue Betrachtungsweisen gegründet, Berlin 1835, Archive
- Theorie der algebraischen Kurven, Bonn 1839, Archive
- System der Geometrie des Raumes in neuer analytischer Behandlungsweise, Düsseldorf 1846, Archive, Zweite wohlfeilere Auflage, Düsseldorf 1852, Archive
- Gesammelte Wissenschaftliche Abhandlungen, Band 1, Mathematische Abhandlungen (Hrsg. Arthur Schoenflies, Friedrich Pockels), Teubner 1895, Archive, Band 2, Physikalische Abhandlungen (Hrsg. Fr. Pockels), 1896, Archive